# Вільям Худ Сімпсон
Вільям Худ Сімпсон (англ. William Hood Simpson; 18 травня 1888, Ветерфорд, Техас — 15 серпня 1980, Сан-Антоніо) — американський воєначальник, генерал армії США (1954). Учасник Першої та Другої світових війн, командувач 4-ї, 9-ї американськими арміями в роки Другої світової війни та 2-ї армії у післявоєнний час
Випускник Військової академії США у Вест-Пойнті 1909 року, Сімпсон служив на Філіппінах, де брав участь у придушенні повстання Моро, а в Мексиці в експедиція Панчо Вілла в 1916 році. Під час Першої світової війни служив на Західному фронті у штабі 33-ї дивізії. У міжвоєнний час він служив на штабних посадах, навчався у Командно-штабному та Воєнному коледжах американської армії, командував 3-м батальйоном 12-го піхотного полку.
Під час Другої світової війни командував 9-м піхотним полком і був помічником командира 2-ї піхотної дивізії. Пізніше очолював 35-ту та 30-ту піхотні дивізії, XII корпус та 4-ту армії на території США. У травні 1944 року він прийняв командування 9-ю армією. У вересні керував штурмом Бреста та наступом армії до річки Рур, де його частини проривали «лінію Зігфрида». У 1945 році, діючи у складі сил англо-канадської 21-ї групи армій фельдмаршала Бернарда Монтгомері, проводив операцію «Гренейд», «Пландер» з форсування Рейну та Рурської операції, внаслідок якої війська вермахту на Західному фронті були оточені та капітулювали.
Після закінчення війни командував 2-ю армією. 1946 році звільнився з армії. 15 серпня 1980 року помер в армійському медичному центрі Брука і був похований на Національному кладовищі в Арлінгтоні.

## Біографія
Військова кар'єра
- 11 червня 1909 — другий лейтенант
- 1 липня 1916 — перший лейтенант
- 15 травня 1917 — капітан (ТВЗ)
- 7 червня 1918 — майор (ТВЗ)
- 5 листопада 1918 — підполковник (ТВЗ)
- 30 червня 1920 — капітан
- 1 липня 1920 — майор
- 1 жовтня 1934 — підполковник
- 1 вересня 1938 — полковник
- 1 жовтня 1940 — бригадний генерал (ТВЗ)
- 29 вересня 1941 — генерал-майор (ТВЗ)
- 13 жовтня 1943 — генерал-лейтенант (ТВЗ)
- 1 лютого 1944 — бригадний генерал
- 11 квітня 1946 — генерал-майор
- 30 листопада 1946 — генерал-лейтенант
- 4 серпня 1954 — генерал

Вільям Худ Сімпсон народився 18 травня 1888 року в місті Ветерфорд, штат Техас. Його батько та дядько воювали в Конфедеративній армії під керівництвом Натана Бедфорда Форреста під час Громадянської війни в США. 14 червня 1905 року, через місяць після того, як йому виповнилося 17 років, поступив на навчання до Військової академії у Вест-Пойнті. Сімпсон закінчив навчання 11 червня 1909 року, посівши 101 місце зі 103 у своєму класі і отримавши звання лейтенант та призначення до піхотної частини. Серед однокласників його випуску 1909 року були Джейкоб Л. Діверс (39-й), Джордж С. Паттон (46-й), і Роберт Ейчелбергер, які в підсумку досягли чотиризіркового звання, і Джон Лі (12-е місце) та Делос Еммонс (61-е місце), які стали тризірковими генералами армії.
Офіцерська служба для Сімпсона розпочалася у 2-му батальйоні 6-го піхотного полку, який дислокувався у форті Лінкольн, Північна Дакота. Незабаром після того, як він вступив у посаду в полку 11 вересня 1909 року, його перевели на Філіппіни, куди він відбув із Сан-Франциско 5 січня 1910 року. Служив на острові Мінданао на Філіппінах і брав участь у придушенні повстання Моро. 10 липня 1912 року він повернувся до США зі своїм полком, прибувши до військової бази Президіо (Сан-Франциско). Потім полк передислокували до Ель-Пасо, штат Техас. У 1916 році Сімпсон командував ротами «C» і «K» під час каральної експедиції американської армії проти одного з лідерів Мексиканської революції Панчо Вілья.
15 травня 1917 року Сімпсон, через місяць після вступу США у Першу світову війну, був підвищений у капітани. 16 травня 1918 року відбув з 33-ю піхотною дивізією на Західний фронт до Франції. Пройшов польове навчання у школі американських експедиційних сил. Брав участь у Мез-Аргоннській операції. Він отримав звання підполковника 5 листопада, а 17 листопада став начальником штабу дивізії, незабаром після закінчення Першої світової війни 11 листопада. Був відзначений американськими та французькими нагородами.
У травні 1919 року Сімпсон повернувся до США і отримав призначення на посаду начальника штабу 6-ї дивізії в Кемп-Грант, штат Іллінойс, де служив до 25 серпня 1920 року. Після цього перебував на різних командних та штабних посадах. З 1 вересня 1923 до 28 травня 1924 року був слухачем поглибленого курсу у Піхотній школі у Форт Беннінг, штат Джорджія. З 15 серпня 1924 року до 19 червня 1925 року навчався у Командно-штабному коледжі армії США у Форті Лівенворт, штат Канзас.

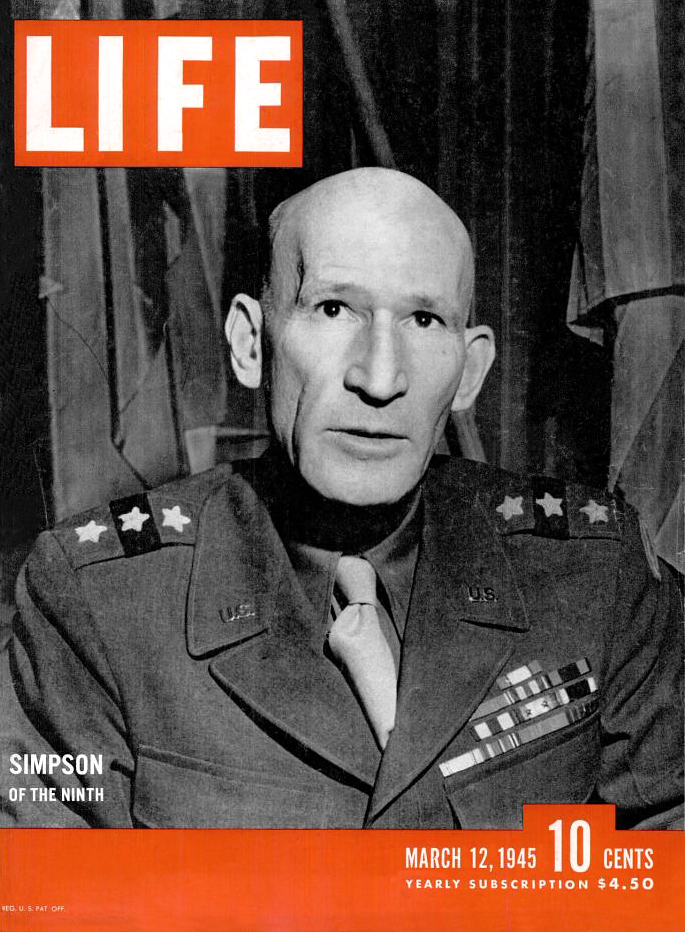
Генерал-лейтенант Вільям Худ Сімпсон на обкладинці журналу «Тайм»

1 липня 1925 року Сімпсон прийняв командування 3-м батальйоном 12-го піхотного полку у Форті Джордж Мід, штат Меріленд, а пізніше у Форті Вашингтон. З 15 серпня 1927 до 30 червня 1928 року проходив курс навчання у Воєнному коледжі армії США у Карлайл-Барракс у містечку Карлайл у штаті Пенсільванія. Після закінчення навчального процесу служив у Воєнному департаменті у Вашингтоні, округ Колумбія. З 12 серпня 1936 року до 24 червня 1937 року на керівних посадах у Воєнному коледжі армії.

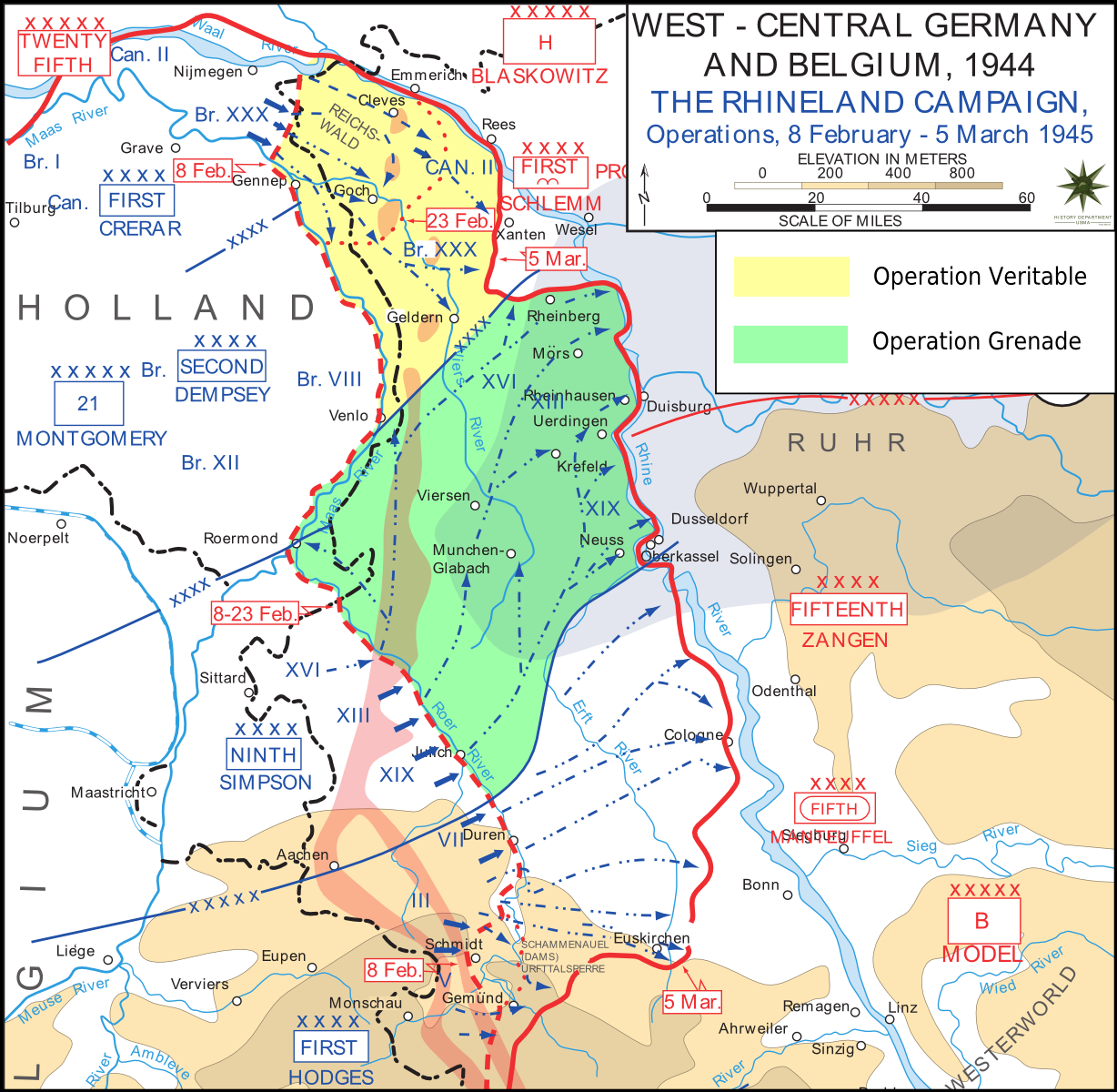
Карти Рейнландської кампанії. 1945

30 серпня 1940 року полковник Вільям Худ Сімпсон став командиром 9-го піхотного полку у форті Сем Х'юстон, штат Техас. 1 жовтня 1940 року він отримав звання бригадного генерала, а з 5 жовтня 1940 року по 4 квітня 1941 року служив помічником командира 2-ї піхотної дивізії. З квітня по вересень 1941 року він був першим командиром найбільшого у країни Навчального центру підготовки резервістів, Кемп Волтерс, розташований біля Мінерал-Веллсі, штат Техас. 29 вересня 1941 року призначений командиром 35-ї піхотної дивізії Національної гвардії, в Кемп Робінсон, штат Арканзас. Потім він командував 30-ю піхотною дивізією, іншим формуванням Національної гвардії армії, у Форт-Джексоні, штат Південна Кароліна. 31 серпня 1942 року він прийняв командування XII корпусом.
З 29 вересня 1943 року до 8 травня 1944 року генерал-лейтенант Сімпсон командував 4-ю армією США, що була сформована на фондах об'єднаного штабу Західного оборонного командування.
11 травня 1944 року він і більшість його штабного персоналу стали частиною штабу 8-ї армії, авангард якого прилетів до Великої Британії, де Сімпсон зустрівся з головнокомандувачем Європейського театру операцій армії США генералом Дуайтом Д. Ейзенхауером, колишнім однокласником по армійському Воєнному коледжу. За проханням Ейзенхауера генерал-лейтенанта Сімпсона було призначено командувачем 9-ї армією США, замінивши нумерацію об'єднань, щоб уникнути плутанини з 8-ю британською армією, яка билася в Північній Африці та Італії. 22 червня від берегів Північної Америки на океанському лайнері «Квін Елізабет» до Європи вирушила основна частина 9-ї армії.
29 і 30 серпня штаб 9-ї армії висадився на плацдармі «Юта» у Франції. 5 вересня армія увійшла до складу 12-ї групи армій генерал-лейтенанта Омара Бредлі. Першим завданням Сімпсона стало опанування Бреста. Щоб подолати сильну оборону німецького гарнізону, Сімпсон вирішив застосувати надзвичайну вогневу силу. Навколо обложеного Бреста була зосереджена значна кількість артилерійських систем, але бракувало боєприпасів, особливо для великокаліберних гармат. За двотижневий період із Нормандії та Великої Британії було доставлено 41 000 тонн артилерійських боєприпасів. 8 вересня розпочалася битва за місто і після важких боїв 20 вересня 1944 року Брест був звільнений від нацистських окупантів.

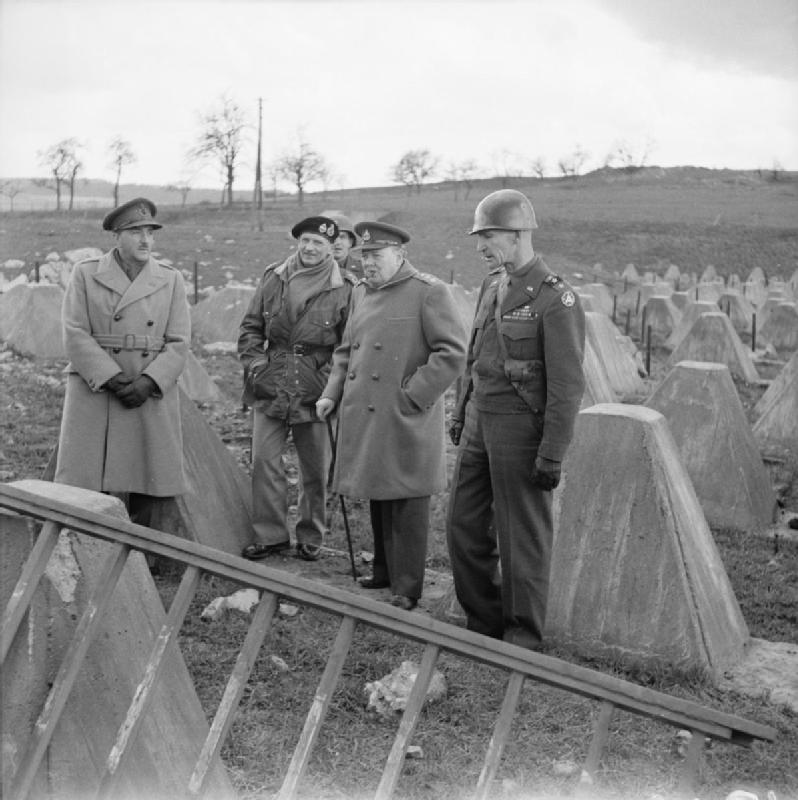
Начальник Генерального штабу фельдмаршал А. Брук з прем'єр-міністром В. Черчиллем, фельдмаршалом Б. Монтгомері та командувачем 9-ї американської армії Вільямом Сімпсоном біля фортифікаційних споруд лінії Зігфрида. 4 березня 1945

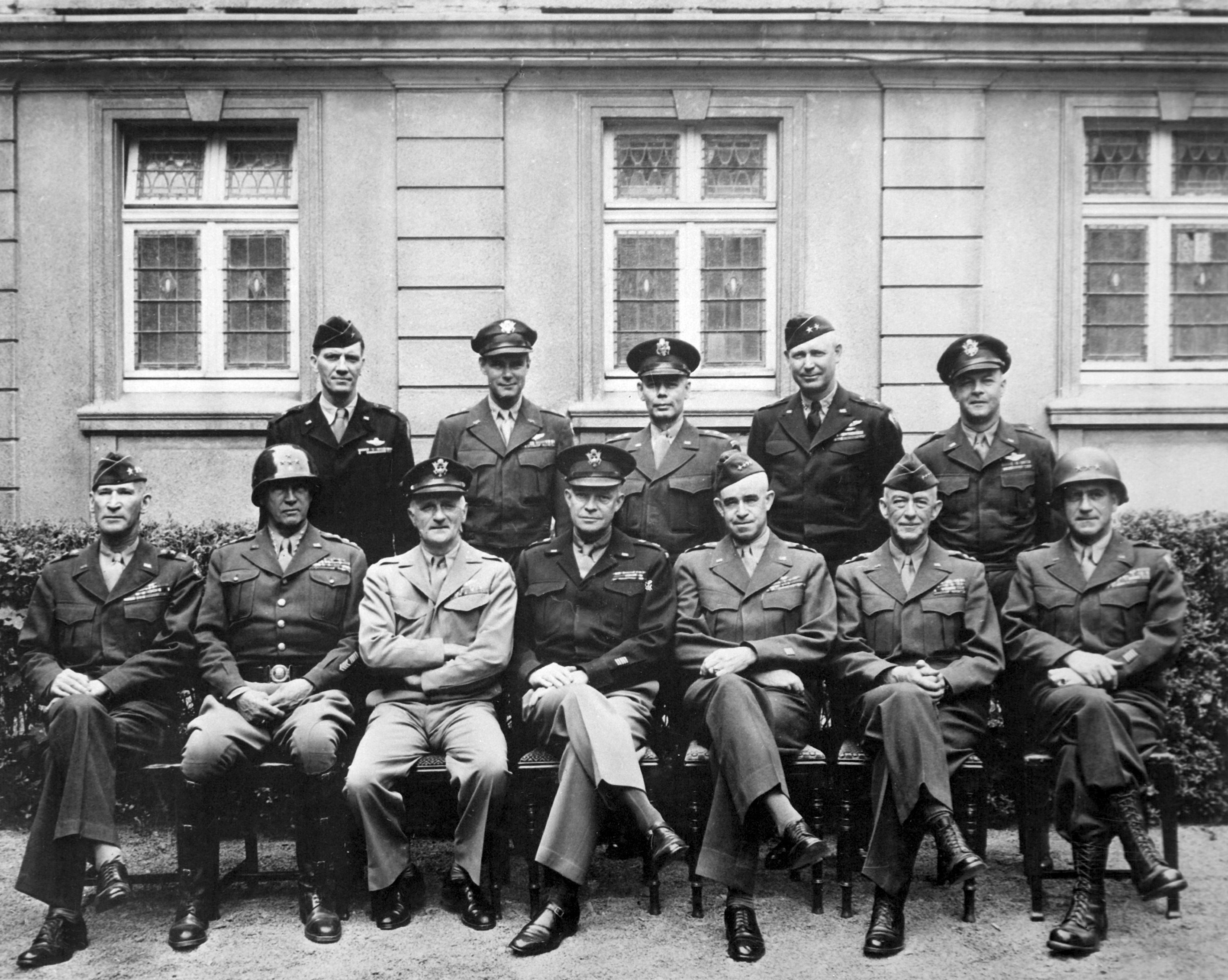
Вищий генералітет США, що бився на Західному фронті Другої світової війни. Сидять: зліва направо — Вільям Худ Сімпсон, Джордж Сміт Паттон, Карл Спаатс, Дуайт Ейзенхауер, Омар Бредлі, Кортні Ходжес, Леонард Героу. Стоять: зліва направо — Ральф Френсіс Штерлі, Гойт Сенфорд Ванденберг, Вальтер Беделл Сміт, Отто Вейланд і Річард Ньюджент

Після опанування Бретані 9-ту армію перекинули на центральний напрямок фронту 12-ї групи армій в Арденнах між 1-ю та 3-ю арміями. 2 жовтня відповідно штаб-квартира армії була розміщена в Арлон. Але вже 10 жовтня Сімпсон отримав розпорядження про те, що його армія повинна зайняти північний сектор фронту 12-ї групи армій, що межує з 21-ю англо-канадською групою армій фельдмаршала Бернарда Монтгомері. За задумом головнокомандувача 9-та армія мала охопити Рурський промисловий район з північного флангу, а 1-ша армія — з південного флангу своєрідних «кліщів».
16 листопада силами 9-ї армії розпочався прорив «Лінії Зігфрида» на північ від Аахена, чому передував потужний артилерійський наступ та повітряні бомбардування американської 8-ї армії та британського Бомбардувального командування. Подолання багатошарових потужних фортифікаційних рубежів і позицій відбувалося повільно і коштувало американцям значних втрат. 14 грудня наступ Сімпсона застопорився, але на річці Рур, а не на Рейні, як планувалося раніше, через загрозу підриву дамб та штучного повені, який могли влаштувати нацисти.
20 грудня 1944 року 9-ту американську армію на час битви за Виступ, передали в підпорядкування британського фельдмаршала Монтгомері. Армія Сімпсона не брала участі в битві, але передала вісім дивізій для посилення 1-ї армії і взяла на себе утримання частини її фронту. Після закінчення битви на початку 1945 року 9-та армія залишилася у складі 21-ї групи армій Монтгомері для остаточного наступу на Німеччину Для операції «Гренейд», переправи через Рур, 9-ту армію було посилено з п'яти до дванадцяти дивізій. Головною перешкодою на напрямку головного удару стала сама річка, оскільки дамби все ще були в руках німців.
23 лютого 1945 року після двотижневої затримки розпочалася операція «Гренейд», хоча рівень води ще не повністю нормалізувався. Американським військам вдалося успішно прорвати німецьку оборону та до 5 березня вийти до Рейна. 24 березня розпочалася операція «Пландер» з форсування силами британської 2-ї армії, під командуванням генерал-лейтенанта сера Майлза Демпсі, та американської 9-ї армії під командуванням генерал-лейтенанта Вільяма Сімпсона Рейна.
1 квітня 9-та армія з'єдналася з 1-ю армією Кортні Ходжеса, завершивши повне оточення Руру. Через три дні 9-ту армію повернули під контроль 12-ї групи армій Омара Бредлі. 11 квітня війська Сімпсона вийшли до Ельби.
Після завершення Другої світової війни у Європі 9-та армія залишилася для окупації Німеччини. 6 травня їй передали формування 1-ї армії, штаб якої мав передислокуватися на Тихоокеанський театр війни. 15 червня всі підрозділи 9-ї армії були передані 7-й армії США, а штаб 9-ї армії готувався до передислокації в Китай. Сімпсон вилетів до Китаю, де зустрівся з генерал-лейтенантом Альбертом К. Ведемейером, командувачем американськими силами на цьому театрі війни. Але, незабаром війна завершилася і в Азії.
Після закінчення війни Сімпсон командував 2-ю армією. 30 листопада 1946 року генерал-лейтенант Вільям Худ Сімпсон звільнився за станом здоров'я з лав армії. 4 серпня 1954 року він був підвищений до звання повного генерала спеціальним Законом Конгресу про вищих офіцерів, які командували арміями або еквівалентними формуваннями за часів війни.
15 серпня 1980 року генерал Сімпсон помер в армійському медичному центрі Брука і був похований разом зі своєю першою дружиною Рут на Арлінгтонському національному кладовищі у Вірджинії.